# Autoroute A33 (Portugal)
Pour les articles homonymes, voir A33 et CRIPS.
L'autoroute portugaise A33 également appelée CRIPS (Circulaire Régionale Intérieure de la Péninsule de Setúbal) et Autoroute du Baixo Tejo, relie l'  à proximité de Funchalinho à l' à proximité de Montijo, en passant par Coina et Moita, sur une longueur de 40 km.
L'autoroute a été prolongée en 2012 sur un tronçon de 24 km reliant l'  à l', permettant ainsi de décongestionner en partie l' .
Il est prévu de prolonger l'A33 à l'est jusqu'à l'  à proximité de Canha (décision dépendante de l'avenir du nouvel aéroport de Lisbonne).
Sa longueur finale sera alors de 62 km.

## Péage
Cette autoroute est payante, le péage étant assuré par des portiques automatiques en flux libre (free-flow).

## État des tronçons
| Tronçon                               | État (2012)                                                                                           | km   |
| ------------------------------------- | --- | ---- |
| Funchalinho () - Charneca de Caparica | En service (11/2011) (Concession: Baixo Tejo)                                                         | 3,8  |
| Charneca da Caparica - Balverde       | En service (07/2012) (Concession: Baixo Tejo)                                                         | 9,1  |
| Balverde - Coina                      | En service (04/2012) (Concession: Baixo Tejo)                                                         | 8,8  |
| Coina -                               | En service (11/2012) (Concession: Baixo Tejo)                                                         | 2,9  |
| - Montijo ()                          | En service                                                                                            | 15,8 |
| Montijo () - Canha ()                 | En attente d'adjudication du projet du nouvel aéroport de Lisbonne pour pouvoir commencer les travaux | 21,8 |

## Trafic
| Section                    | Trafic (en véhicules par jour) en 2010 |
| -------------------------- | -------------------------------------- |
| - Moita                    | 37605                                  |
| Moita - Sarilhos Grandes   | 41731                                  |
| Sarilhos Grandes - Montijo | 40500                                  |
| Montijo -                  | 14990                                  |
| - Alcochete                | 26686                                  |

## Capacité
| Section                               | Capacité | Longueur |
| ------------------------------------- | -------- | -------- |
| Funchalinho () - Charneca de Caparica |          | 4 km     |
| Charneca de Caparica - Montijo ()     |          | 36 km    |

## Itinéraire

Carte de l'A33

| Sorties                                | Villes                                          |
| -------------------------------------- | ----------------------------------------------- |
|                                        | Caparica Costa da Caparica Almada               |
| 02                                     | Sobreda Funchalinho - Trafaria                  |
| Aire de service de Almada (km 2)       |                                                 |
| 03                                     | Vale Fetal                                      |
| 04                                     | Charneca de Caparica                            |
| Portique de péage de Charneca - € 0,65 |                                                 |
| 05                                     | Quinta da Queimada                              |
| 06                                     | Belverde                                        |
| Portique de péage de Balverde - € 0,70 |                                                 |
| 07                                     | Fernão Ferro Fogueteiro N 378 () Sesimbra N 378 |
| 08                                     | Coina ( N 10 )                                  |
| Portique de péage de Coina - € 0,30    |                                                 |
| 09                                     | Coina () Barreiro                               |
| 10                                     | Moita                                           |
| 11                                     | Sarilhos Grandes Pinhal Novo                    |
| 12                                     | Montijo                                         |
|                                        | Pont Vasco de Gama Setúbal                      |
| Sortie                                 | Alcochete                                       |